# (4217) Engelhardt
(4217) Engelhardt (1988 BO2) – planetoida z grupy pasa głównego asteroid okrążająca Słońce w ciągu 3,52 lat w średniej odległości 2,31 j.a. Odkryta 24 stycznia 1988 roku.